# Taeniaptera platycnema
Taeniaptera platycnema är en tvåvingeart som beskrevs av Friedrich Hermann Loew 1866. Taeniaptera platycnema ingår i släktet Taeniaptera och familjen skridflugor. Inga underarter finns listade i Catalogue of Life.